# Nohar
Nohar là một thành phố và khu đô thị của quận Hanumangarh thuộc bang Rajasthan, Ấn Độ.

## Địa lý
Nohar có vị trí 29°11′B 74°46′Đ / 29,18°B 74,77°Đ Nó có độ cao trung bình là 186 mét (610 feet).

## Nhân khẩu
Theo điều tra dân số năm 2001 của Ấn Độ, Nohar có dân số 42.302 người. Phái nam chiếm 53% tổng số dân và phái nữ chiếm 47%. Nohar có tỷ lệ 61% biết đọc biết viết, cao hơn tỷ lệ trung bình toàn quốc là 59,5%: tỷ lệ cho phái nam là 70%, và tỷ lệ cho phái nữ là 52%. Tại Nohar, 16% dân số nhỏ hơn 6 tuổi.